# Premi Nèstor Luján de novel·la històrica
El premi Nèstor Luján de novel·la històrica és un premi literari en llengua catalana convocat per l'editorial Columna en record del periodista i escriptor Nèstor Luján. Creat l'any 1997, dos anys després de la mort de l'autor que hi dona nom, es concedeix durant el mes de novembre a Barcelona. S'hi poden presentar novel·les escrites en català. L'obra guanyadora és editada per l'editorial convocant.

## Guanyadors
- 1997 - Antoni Dalmau i Ribalta per Terra d'oblit
- 1998 - Albert Salvadó per El mestre de Kheops
- 1999 - Jordi Mata per La segona mort de Shakespeare
- 2000 - Alfred Bosch per L'Avi. Confessions íntimes de Francesc Macià
- 2001 - Joaquim Borrell per Sibil·la, la plebea que va regnar
- 2002 - Gabriel Janer Manila per George. El perfum dels cedres
- 2003 - Albert Villaró per L'any dels francs
- 2004 - Jordi Sierra i Fabra per La pell de la revolta
- 2005 - Albert Salvadó per La gran concubina d'Amon
- 2006 - Maria Carme Roca per Intrigues de palau[1]
- 2007 - Rafael Vallbona per Forasters
- 2008 - Martí Gironell per La venjança del bandoler[2]
- 2009 - Núria Esponellà per Rere els murs[3][4]
- 2010 - Coia Valls per La princesa de Jade[5]
- 2011 - Ramon Gasch i Andreu González Castro per Bon cop de falç![6]
- 2012 - Miquel Fañanàs per La Bruixa de Pedra[7]
- 2013 - Jordi Solé per Conspiració a Tàrraco.
- 2014 - Joaquim Molina per La rosa entre els llops[8]
- 2015 - Tània Juste per Temps de família[9]
- 2016 - Jaume Clotet i Planas per El càtar proscrit
- 2017 - Xulio Ricardo Trigo per L'homenatge[10]
- 2018 - David Martí i Martínez per El pirata de Cala Morisca[11]
- 2019 - Andreu Claret i Serra per El cònsol de Barcelona[12]
- 2020 - Glòria Sabaté per El vel de la deessa[13]
- 2021 - Imma Tubella per Els insubmisos del mar
- 2022 - Laia Perearnau per Francesca de Barcelona[14]
- 2023 - Sònia Casas per Retorn als orígens[15]
- 2024: Teresa Sagrera Bassa per El cor del balneari[16]